# Söyembikä din Kazan
Söyembikä (scris și Söyenbikä, Sujumbike, cu caractere chirilice: Сөембикә; n. 1516, Hanatul Kazanului – d. 1557, Moscova, Țaratul Rusiei) a fost o conducătoare a grupului etnic nogai, o xanbikä. Ea a servit ca regentă a Kazanului în timpul minoratului fiului ei, din 1549 până în 1551.

## Biografie
A fost fiica nobilului nogai Yosıf bäk și a fost căsătorită cu Canğäli (1533-1535), Safagäräy (1536-1549) și Șahğäli (după 1553). În 1549, a devenit regentă în perioada cât fiul ei, Ütämeșgäräy al Kazanului, a fost minor.

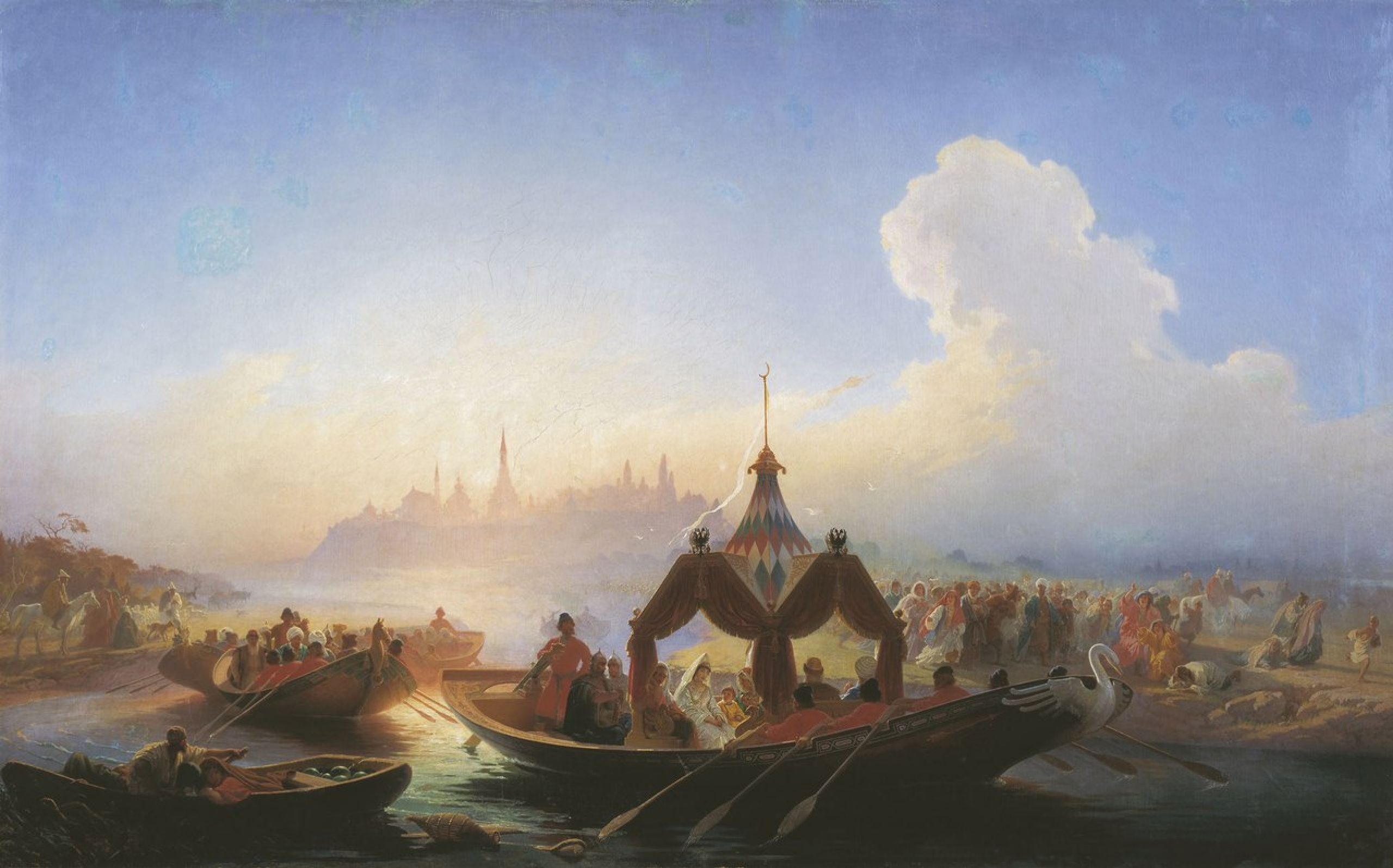
Prințesa capturată Söyembikä părăsește Kazanul, de Vasily Khudyakov

În 1551, după prima cucerire parțială a Hanatului Kazanului de către Ivan cel Groaznic, a fost adusă cu forța la Moscova împreună cu fiul ei și mai târziu căsătorită cu Șahğäli, hanul pe care Rusia îl impusese tătarilor Qasim și Kazan.

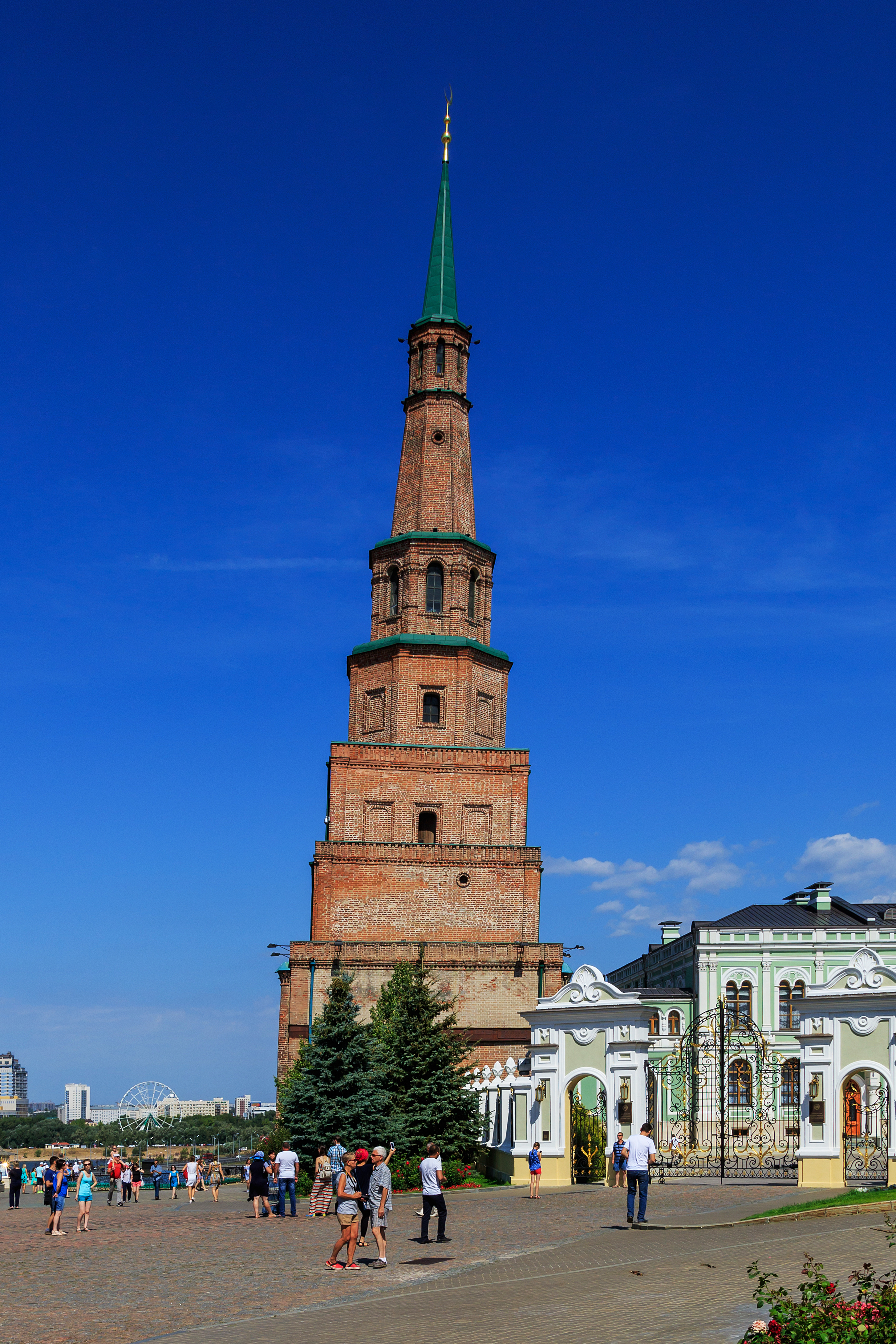
Turnul Söyembikä

### Legenda sinuciderii
Söyembikä este o eroină națională a Tatarstanului. Numele ei este asociat în primul rând cu Turnul Söyembikä. Ivan cel Groaznic dorea să se căsătorească cu ea, iar ea a acceptat cu condiția ca el să-i construiască un turn cu șapte niveluri (unul pentru fiecare zi a săptămânii). Potrivit legendei, Ivan cel Groaznic a terminat turnul în numai o săptămână, așa că Söyembikä a urcat în vârful turnului și, după ce s-a uitat la frumoasa ei casă din Kazan, a fost copleșită de durere pentru oamenii ei, nu a suportat gândul de a se căsători cu țarul și s-a aruncat în gol. Cu toate acestea, data adevărată a morții ei și mormântul ei au rămas necunoscute.